# Marcelle Lagesse
Marie Rita Marcelle Lagesse OSK (7 tháng 2 năm 1916  – 8 tháng 3 năm 2011) là một nhà báo và nhà văn người Mauritius.

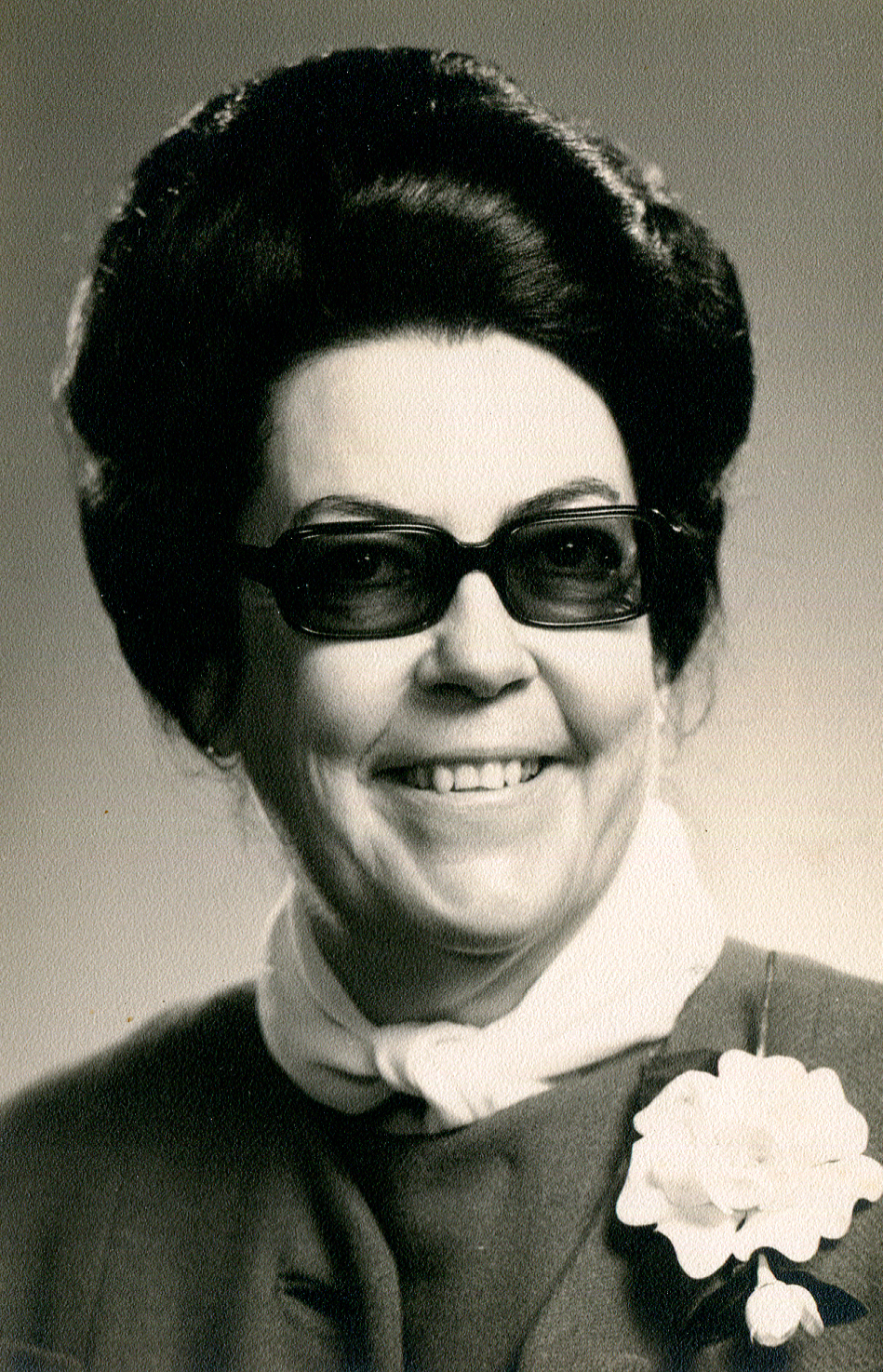
Marcelle Lagesse

Bà sinh ra ở Quatre Bornes và kết hôn với Gaston Lagesse từ nhỏ. Sau khi trở thành góa phụ, bà đến Quần đảo Salomon nơi cha bà là quản trị viên, sống ở đó từ năm 1938 đến năm 1942, khi bà trở về Mauritius. Năm 1945, bà xuất bản một tập truyện ngắn Les contes du samedi dưới bút danh Rita Marc. Năm 1958, bà xuất bản cuốn tiểu thuyết đầu tiên La Diligence s'éloigne à l'aube; nó đã được trao giải thưởng Robert Bargues.
Từ 1942 đến 1950, bà đã đóng góp cho Savez vous que?, ấn phẩm chính thức của Văn phòng Quan hệ công chúng Mauritius. Lagesse cũng đang viết cho ba tờ báo hàng ngày của người Scotland là Le Cernéen, Le Mauricien và Advance. Từ năm 1961 đến 1971, bà đã viết một chuyên mục hàng tuần cho tờ báo Hành động. Lagesse đã nghỉ hưu từ báo chí vào năm 1987.
Tiểu thuyết của bà đã được dịch sang tiếng Nga và tiếng Anh. Lagesse đã viết một số vở kịch, bao gồm một buổi phát radio cho Office de Radiodiffusion Télévision Française, Villebague. Cô cũng nghiên cứu lịch sử của Mauritius, công bố kết quả thông qua Editions des Archives de l île Maurice.
Bà được mệnh danh là một sĩ quan trong Ordre des Palmes Académiques và một Hiệp sĩ trong Huân chương Quốc gia. Năm 1981, bà được trao quyền công dân Pháp theo sắc lệnh. Bà được nâng lên cấp bậc Sĩ quan của Ngôi sao và Chìa khóa Ấn Độ Dương (OSK) năm 2015.
Bà qua đời ở tuổi 95 sau một căn bệnh kéo dài.

## Tác phẩm được chọn[1]
- Les contes du samedi, truyện ngắn (1945)
- La siêng năng s'éloigne à l'aube, tiểu thuyết (1958), đã nhận được giải thưởng Robert Bargues
- Le vingt Floréal au matin, tiểu thuyết (1960)
- Villebague, tiểu thuyết
- Cette maison pleine de fantômes '', tiểu thuyết (1962)
- D'un Carnet, tiểu thuyết
- A la découverte de l'Ile Maurice, Lịch sử (1970)
- Sont amis que vent emporte, tiểu thuyết (1974), đã nhận được giải thưởng Prix des Mascareignes
- Des pas sur le sable, tiểu thuyết (1975)
- Villebague, tiểu thuyết
- Une Lanterne au mat d'artimon, tiểu thuyết
- L'Ile de France avant La Bourdonnais, Lịch sử
- L'Hôtel du Godarnement, Lịch sử
- Blyth Brothers & Co. Ltd.
- Maurice vue du ciel
- 150 ans de jeunesse, Ngân hàng thương mại Histoire de la Mauritius, Lịch sử
- Une jeune sen au Mont Limon, tiểu thuyết (1993)
- Les Palmiers de la Nguồn, Nhà hát
- Comme un feu de Proue, Nhà hát
- L'Amour à Travers les lứa tuổi, Nhà hát
- Un homme parmi les autres, Nhà hát
- Chantons la Liberté, Nhà hát
- Villebague, Nhà hát
- Carolyne, Nhà hát